# Phantasy Star Online 2
Phantasy Star online 2 es un juego de rol de acción en línea gratuito de la serie Phantasy Star Online, desarrollado por SEGA Division 3 y publicado por SEGA. El juego fue lanzado para Microsoft Windows en 2012, PS Vita en el 2013 y para iOS y Android en el 2014 en Japón. La llegada de la versión occidental se retrasó dos años por los constantes anuncios y cancelaciones. Tras pasar por varias manos, fue lanzada en el portal Playpark de la empresa japonesa AsiaSoft la cual dio el paso y desarrolló la versión con textos en inglés para los continentes americanos y europeos en mayo de 2014 hasta su cierre. En el E3 2019, la versión norteamericana fue anunciada y se va estrenar en la segunda parte de 2020 para PC y Xbox One, pero sin planes de lanzamiento a Europa.
Este MMORPG de temática espacial es distribución gratuita con compras "in-game". Su estilo, totalmente 3D, recuerda al del dibujo japonés, armas mecánicas con tecnología láser y elegantes armaduras biónicas que en algunas ocasiones tienen un diseño medieval dándole un toque retrofuturista muy original. A grandes rasgos, se trata de un hack-n-slash: combatiremos olas de enemigos mientras avanzamos por escenarios de los diferentes planetas para poder cumplir una serie de objetivos. 
Phantasy Star Online 2 cuenta con dos tipos de escenario: uno de interacción, común para todos los jugadores, en el cual recogeremos misiones y mejoraremos nuestro equipo; y otro de acción, generado al azar e individualmente en cada partida, en forma de laberintos o puzles en los que nos adentraremos cada vez más mientras cumplimos las misiones en las que se desarrolla la historia.
Sega anunció que el videojuego tiene una adaptación al anime. La misma cuenta con una nueva historia. Su estreno fue el año 2016, contando con 12 episodios.

## Desarrollo y Lanzamiento
Diez años después de la primera entrega y tras algunas secuelas, Sega anunció Phantasy Star Online 2. Sin duda la gran noticia que sorprendió a muchos fue que el juego olvidara el sistema de pagos mensuales de pasadas entregas y pasara a ser completamente gratuito. Finalmente, fue revelado un sistema de microtransacciones o tienda de pago dentro del mismo. El contenido comercial comprende meramente aspectos de la apariencia, un trato de preferencia y otras comodidades que hacen más sencilla la jugabilidad pero que no son indispensables para el desarrollo del juego.
Las versiones de PC y PSVita se juegan juntas e incluso puede pasarse a jugar de una versión a otra. Estas se ven complementadas por las herramientas móviles para iOS y Android del juego. Esta versión para teléfonos inteligentes se limita a opciones para editar los datos como un complemento de las primeras y ofrecen una creación de personajes más sencilla y unos controles mucho más simples, así mismo un trato más social entre jugadores que Sega describe como una “experiencia mucho más sencilla y personal” que las versiones “mayores” del juego.
A finales de abril de 2012 se llevó a cabo una beta cerrada del juego en japonés, la cual ofreció la posibilidad de jugar a 100.000 personas. La versión de PC fue la primera en llegar (verano del 2012), a la que le siguió la versión para teléfonos inteligentes. Los usuarios de PS Vita fueron los últimos en recibir su versión del juego (en 2013). En mayo de 2014, dos años después, el portal Playpark de la empresa japonesa AsiaSoft hizo lo mismo con la esperada versión occidental, que fue lanzada a finales de dicho mes.

## Ataque Ddos
A pocos días del estreno oficial para occidente se produjo un ataque que obligó a cerrar los servidores durante más de dos semanas. El acceso a los servidores desde algunos de los países occidentales fue bloqueado. Un considerable número de jugadores han quedado fuera a la espera de que se vaya cediendo de nuevo el acceso a países extranjeros. Un mes después sería lanzado el Episodio 3 con grandes novedades respecto a los anteriores, y más tarde el Episodio 4.

## Novedades
Phantasy Star Online 2 conserva el espíritu de sus anteriores entregas y secuelas, destacadas por una extensa lista de armas y armaduras, ítems raros, trueques y colaboración entre jugadores, dificultades desbloqueables y escenarios recurrentes. No obstante, podría decirse que el punto fuerte de esta nueva historia está en las misiones: a pesar de ser un juego que admite partidas de hasta cuatro jugadores, esta vez podremos cruzarnos con otros jugadores o grupos de jugadores ya que ciertas zonas de los escenarios son comunes para todas las partidas de un mismo bloque. Por otro lado tendremos la oportunidad de luchar junto a otros grupos en las llamadas Misiones de Emergencia, mediante las cuales el servidor hace un llamamiento a todos los jugadores para que acudan a una misión masiva de defensa o rescate contra oleadas de enemigos o jefes colosales.
Nos encontramos también con un nuevo sistema de mejora de las armas, habitación propia y la posibilidad de unirnos a un clan con base privada y ganar puntos para él; además de la creación de un personaje de apoyo controlado por la máquina el cual podrá hacer misiones de búsqueda por nosotros; así como la participación de los mismos clientes que nos contratan, que estarán disponibles cuando queramos para cualquier misión aunque esta no tenga que ver con ellos. Entre las opciones de esta última característica, estarán también bots offline de los amigos que hayamos hecho ingame para cuando ellos no puedan acompañarnos por no estar conectados.
A las ya existentes, se une una nueva raza de aspecto oscuro: Deuman (Añadida en la expansión Episode 2); tres nuevas clases, que inicialmente sólo eran accesibles como evoluciones de las tres clásicas: Fighter (antes desbloqueable desde Hunter Lv20), Gunner (Ranger Lv20) y Techer (Force Lv20); y tres totalmente originales: Braver (Episode 2), Bouncer (Episode 3) y Summoner (Episode 4).
Aparecen los árboles de clase, con habilidades pasivas y activas. Las técnicas mágicas serán exclusivas de las clases Force, Techer y opcional en la clase Bouncer y Summoner. Para el resto de clases dispondremos de los discos de técnicas para armas, los cuales añadirán acciones y animaciones exclusivas de cada clase buscando un mayor daño por segundo al realizar combos con las armas. A excepción de todos los anteriores, el Summoner utiliza mascotas con estadísticas, habilidades y niveles independientes al jugador. La clase puede cambiarse en cualquier momento y siempre conserva el nivel que has alcanzado con ella; desde la expansión Episode 2, a determinado nivel podrás enlazar dos clases para beneficiarte de las habilidades de su árbol. Las armas usadas por cada clase son exclusivas de esa clase, aunque existirán versiones multiclase.
En cuanto a la interfaz, tanto los logros del sistema de mejoras de armas Craft como la tarjeta de misiones Quest Board tendrán un nuevo formato en árbol. Los Lobby o salones principales fueron totalmente reformados y se añade un tercero, Casino Lobby, con varios minijuegos que nos darán la oportunidad de gastar los distintos tipos de divisa del juego para probar nuestra suerte y conseguir suculentos premios. A partir de la tercera expansión se premia la colaboración entre jugadores: participar en un grupo o party nos brindará más experiencia que hacerlo por solitario.

## Historia
La Flota Oracle es una de las Flotas de exploración que navega en busca de nuevos mundos para habitar, encontrando un sistema planetario con planetas habitables, Hace 40 años la Flota se encuentra una entidad oscura Dark Falz, que es derrotada y encerrada por los 3 héroes durante esa campana, pero durante ese enfrentamiento se pierden varias Naves Arkas, sin embargo su esencia permanece haciéndose presente con la presencia de sus Apóstol: Aprendice. pasan 10 años y la Flota es atacada de nuevo por las Fuerzas del Dark Falz, siendo frenada esta vez por un clon de uno de los Héroes que sello al Dark Falz, una Joven Force llamada Matoi, desapareciendo después misteriosamente, pero aunque fue derrotado por segunda Vez Aprendice deja la semilla del resto de los apóstoles que amenasarian a la Flota Oracle y al Gobierno de la Flota: Twins, Persona y más recientemente el Elder, La organización ARKS es creada como una Organización de exploración mercenaria después de estos eventos, ellos son exploradores al servicio del gobierno, y son contratados para investicar las circunstancias de estos sucesos. Dark Falz es derrotado y sellado en un planeta de ese sistema planetario, sin embargo, el Gobierno decide ocultar los hechos.
Desde su confinamiento, el germen de este ser oscuro aún esta latente en la presencia de quienes se hacen llamar sus apóstoles, los Falspawn. Estos controlan una fracción limitada del poder del Dark Falz y suelen llevar a cabo violentos ataques sobre las flotas los ARKS. 
En la actualidad, la temeridad y la arrogancia lleva a Gettemhart, un nuevo miembro de ARKS, a traicionar y sacrificar a su compañera Melphonsina para despertar a la terrible criatura sellada hace cuarenta años. Sus planes de medir su fuerza con Dark Falz son frustrados por la llegada de Zeno y su equipo, lo que provoca que Gettemhart sea poseído por el ente oscuro. Nace así un nuevo enemigo llamado Dark Falz Elder y, como resultado directo, un ejército de criaturas Darkers empieza pronto a invadir e infectar las distintas formas de vida del sistema planetario.
El gobierno de la flota y la Organización Arks después de derrotar a la Última Manifestación de Dark Falz, Persona en el evento de Oscuridad Profunda, encierra al Dark Falz de manera temporal, y comienza a vivir un periodo de relativa Paz, por aproximadamente 3 anos, pero los efectos de ese combate se hacen presentes después de ese tiempo, abriendo un portal dimensional a un Universo paralelo, dando acceso a nuestro Universo y al planeta Tierra, ahora el Gobierno y la nueva Organización Arks debe de enfrentar nuevos enemigos conocidos como los Iluminaty, sin saber que les depara el Futuro...

## Mecánica de juego

### Partidas
La estructura de Phantasy Star Online 2, como en sus antecesores, está basada en una serie de servidores divididos a su vez por bloques. El jugador puede desplazarse por los bloques de un mismo servidor sin desconectarse pero no de un servidor al otro. Cada bloque posee un escenario común para todos los jugadores (Lobby o salón principal) donde estos interactúan entre sí, con las tiendas de objetos y con los habitantes del Lobby, que serán los que les planteen las misiones.
Hasta cuatro jugadores pueden unirse en un grupo antes de acceder a los escenarios de acción para llevar a cabo las misiones. Estos escenarios de acción tendrán zonas donde los grupos o jugadores lucharán en solitario, y zonas donde los diferentes grupos pueden coincidir en diferentes partidas y colaborar entre sí.
Existe un tercer escenario de acción donde se reúnen todos los jugadores de un mismo bloque en circunstancias especiales llamadas Misiones de Emergencia. Los jugadores son llamados a estas misiones a través de repetidos avisos globales del servidor. Las Misiones de Emergencia presentan retos de alta dificultad como oleadas de enemigos o jefes gigantescos; además, aportan una cantidad elevada de experiencia y un mayor porcentaje de ítems raros.

### Compañeros de equipo
Cada jugador tiene la opción de unirse temporalmente a uno, dos o tres jugadores para formar grupos de hasta cuatro personas y ayudarse entre sí a completar las misiones pendientes. Los grupos pueden formarse de manera voluntaria o por asignación. Un jugador puede reunirse con sus amigos o realizar una búsqueda de equipos con puestos vacantes que estén realizando la misión que necesita en ese mismo momento. Al aumentar el número de jugadores en una misma partida también aumentará en dificultad y en número los enemigos del escenario. Jugar en equipo premiará con más experiencia y mejores ítems.
Alternativamente, los jugadores pueden ofrecerse amistad para, entre otras cosas, tener disponible una réplica invocable de su personaje controlada por la máquina cuando éste no se encuentra conectado o disponible en ese momento. La restricción se encuentra en que este clon tendrá el mismo nivel o inferior de quien lo invoque aunque el jugador al que clona tenga mayor nivel.
Como tercera opción, algunos de los personajes que nos piden misiones a lo largo del juego también pueden ser llamados a acompañarnos en cualquier momento.
Más adelante, en el juego, se nos ofrece crear un ayudante personal que podrá realizar ciertas misiones por nosotros. Este ayudante se creará desde cero como si de un nuevo jugador se tratase. Podremos cambiarle de clase tantas veces como queramos, equiparlo con las armas y armaduras que queramos y, por supuesto, ser invocado en cualquier misión en cualquier momento.

### MAG
El MAG es una unidad de asistencia en combate que acompaña al jugador durante sus misiones. Esta unidad convierte su energía en apoyo al personaje realizando ataques automáticos, curas instantáneas, creación de pociones, invencibilidad temporal... y en último recurso, materializándose en forma de bestia luminosa para socorrer brevemente al jugador. El MAG pierde exponencialmente su energía al realizar sus funciones por lo que el jugador deberá alimentarlo con objetos. En base al objeto con el que sea alimentado, proporcionará al portador un bonus en ciertas estadísticas de combate y realizará un tipo de acción u otra para asistir al jugador. La manera en la que sean nutridas estas estadísticas determinará el aspecto normal y la transformación invocada del MAG.

### Mascotas
Se añaden con la llegada del Episode 4 como consecuencia directa de una nueva clase jugable: Summoner. Se les llama mascotas a una serie de criaturas criadas en laboratorio y comandables mediante un nuevo tipo de arma: el bastón de mando o batuta. Estas criaturas tienen características, ataques, niveles y roles propios; diferentes entre sí y entre el jugador. No crecen combatiendo sino que tienen que ser forzadas mediante objetos exclusivos: huevos de experiencia. También poseen un puesto de venta propio junto al de armas, donde se puede experimentar, mutar, crear dulces para potenciarlos, etc. El uso de mascotas impide usar armas al jugador, los combos, elementos y ataques están implícitos en la mascota para colocar y usar en el orden deseado pero no modificables ni reemplazables: aparecerán nuevas opciones asignables conforme la criatura vaya ganando niveles.

### Preparación
Existen una serie de actividades para mejorar y preparar a nuestro personaje cuando no se está combatiendo. Un ejemplo es hacer uso de las tiendas virtuales especializadas para pulir nuestras armas y armaduras para multiplicar su daño a cambio de ciertos objetos o extender sus características en nuestros bancos de trabajo para añadirles daño extra. Esta segunda opción cuenta con niveles y recetas que iremos desbloqueando mientras modificamos nuestro equipo o a través de encargos de otros jugadores y de la máquina. Algunos objetos como los discos de técnicas nos darán nuevos ataques y magias; otros nos servirán como moneda de cambio en las distintas tiendas del juego para obtener ítems especiales y potenciadores.

## Razas y Clases
- Cada clase tanto primaria como secundaria tendrá su propio nivel empezando por 1.
- Cada nivel alcanzado nos proporcionará un punto para desbloquear habilidades de clase en sus respectivos árboles de habilidades.
- Podremos cambiar tantas veces como queramos la clase sin perder el progreso alcanzado en la misma.
- En un principio, al alcanzar por primera vez el nivel 20 con cualquiera de las clases primarias se nos permitirá elegir una clase complementaria para beneficiarnos de sus habilidades. Esto a partir del Episode 3 ya no es necesario porque todas las clases estarán disponibles desde el comienzo.
- Las estadísticas totales del personaje se equilibrarán entre las dos clases equipadas pero el peso y las armas sólo serán las específicas de la clase dominante.

### Principales razas
- Human - La raza de los humanos posee estadísticas equilibradas con respecto al resto de razas.
- Newman - Los Newmans son humanos artificiales con aspecto élfico, su resistencia física es baja pero su poder mágico alto.
- Cast - Una raza cuyo género masculino tiene aspecto de máquina de guerra y cuyo género femenino aspecto de androide. Su resistencia física es elevada pero sus movimientos lentos.
- Deuman - Los Deuman tienen aspecto cruzado entre humano y demonio, son físicamente débiles pero tienen mayor poder de ataque del juego.

### Clases
- Hunter - Ataque físico directo basado en una alta defensa, velocidad media y daño bajo. Usa espadas, cadenas, lanzas y cuchilla-pistola.
- Ranger - Ataque físico de rango medio con defensa media, velocidad media y daño medio. Usa rifles, cañones y cuchilla-pistola.
- Force - Ataque mágico a larga distancia con defensa media, movimientos lentos y daño alto. Usa bastones, talismanes y cuchilla-pistola.
- Braver - Ataque físico mixto con defensa media, movimientos rápidos y daño medio. Usa katanas, arcos y cuchilla-pistola.
- Fighter - Antiguamente desbloqueable a través de Hunter a nivel 25 - Ataque físico directo con defensa media, movimientos rápidos, daño bajo pero en ráfagas. Usa dos espadas cortas, lanzas de doble punta, nudillos y cuchilla-pistola.
- Gunner - Antiguamente desbloqueable a través de Ranger a nivel 25 -  Ataque físico de rango corto con defensa media, movimientos rápidos, daño bajo pero en ráfagas. Usa dos pistolas y comparte el rifle con el Ranger, además de la cuchilla-pistola presente en todas las clases.
- Techer - Antiguamente desbloqueable a través de Force a nivel 25 - Ataque mágico de rango corto con defensa baja, movimientos rápidos, daño elevado pero lento. Usa cetros y comparte los talismanes con el Force, además de las cuchilla-pistola presentes en todas las clases.
- Bouncer - Añadida en Episode 3, Ataque físico directo con doble espada con defensa media, movimientos rápidos, daño bajo pero en ráfagas; y ataque mixto físico / mágico con zapatillas autopropulsadas con defensa alta con levitación, movimientos rápidos y daño físico bajo pero en ráfagas.  También puede usar cuchilla-pistola para ataque de rango medio.
- Summoner - Añadido con el estreno del Episode 4. Comanda criaturas especiales en contra del enemigo: el tipo de rol y ataque depende de la criatura equipada en cada momento. Sólo puede usar cuchilla-pistola cuando no está dirigiento a su bestia.
- Hero - Añadido con el estreno del Episode 5. Esta clase avanzada posee la habilidad única de intercambiar y combinar ataques entre diversos tipos de armas durante el combate. El arsenal de esta clase cuenta con "swords", "twin Machineguns" y "talises".

## Misiones

### Tutoriales
A lo largo del juego nos ofrecen un extra de experiencia por usar ciertos comandos, visitar algunas tiendas, probar servicios del juego y desbloquear logros. Gran parte de estas misiones nos enseñan la manera de actuar y el orden a seguir en el juego, así como las alternativas y el mantenimiento que es aconsejable seguir paralelamente con al desarrollo de las misiones.
- Unete a un grupo en una partida.
- Mejora un arma.
- Visita determinada tienda.
- Saluda a otro jugador.
- etc.

### Licencias
Este tipo de misiones desbloquean aspectos especiales del juego como nuevas barras en la interfaz, la posibilidad de equipar más armas, clases avanzadas, nuevos escenarios o mayores niveles de dificultad. Suelen ir acompañadas de un alto porcentaje de experiencia y dinero. Algunas de estas misiones son:
- Exploración - recorre la totalidad de una zona y derrota al jefe final de la misma para desbloquear un nuevo escenario.
- Capacitación para nuevo nivel de dificultad - alcanza cierto nivel y/o requisito para desbloquear el siguiente modo de dificultad.
- Recomendación para Fighter/Gunner/Techer - derrota a los jefes finales en nivel Difícil usando sólo el tipo de arma que se especifica en cada uno para desbloquear determinada clase.

### Clientes
Las misiones principales y más comunes son las que recibimos de los personajes que se pasean por el juego. Entre otras, pueden ser:
- Exterminio - derrota a determinado número de enemigos.
- Subyugación - derrota a determinado tipo de enemigo.
- Recolección - reúne determinado número de objetos.

### Códigos de Emergencia
Mientras se lleva a cabo cualquiera de las misiones anteriores pueden ocurrir eventos al azar, un tipo de misiones de emergencia a escala individual de rápida resolución, con un nivel de dificultad mayor al que se está jugando. Estos eventos son presentados por una vistosa introducción en la que una voz nos anuncia el nombre de la misión y concluyen de la misma forma con un mensaje de éxito o fracaso acompañado de una suma de puntos y alguna recompensa o penalización. Estos son algunos de los eventos que pueden ocurrir durante el transcurso de una misión:
- Duelo - aparecerá uno o varios subjefe/s que habrá/n que derrotar.
- Eliminación - derrota a determinado número de enemigos.
- Evasión - sobrevive a los ataques que acontecerán durante cierto tiempo.
- Arresto - se pedirá que persigamos y derrotemos a tantos enemigos a la fuga del tipo que se nos indica.
- Clon - aparecerá el clon de algún jugador al azar al que habrá que derrotar.
- Recolección - recoge un determinado número de ciertos objetos.
- Rescate - un miembro del equipo será absorbido por un portal y aprisionado en algún punto del mapa, habrá que liberarlo derrotando a los enemigos y a la cápsula que lo contiene.

### Misiones de Emergencia
Las misiones de emergencia son eventos masivos de defensa, rescate o duelo, organizados por los servidores del juego a ciertas horas del día. Son la oportunidad perfecta para ganar un buen puñado de experiencia, así como ítems raros. Algunos de los eventos comprenden:
- Duelo - todos han de derrotar a un jefe colosal en varias rondas y en su fase final.
- Defensa - los jugadores deben hacer frente a varias oleadas de enemigos mientras defienden y reparan su base de los ataques.
- Eliminación - se ha de recorrer un escenario limpiándolo de enemigos hasta alcanzar cierto requisito o hasta que finalice el tiempo.

### Otras misiones
- Maratón - Avanza resolviendo los puzles y derrotando a los enemigos para alcanzar determinada puntuación contrarreloj.
- Contrarreloj - Alcanza el final del escenario y derrota al jefe antes de que acabe el tiempo.
- Limitada - Esta misión puede ser cualquiera de las anteriores pero solo estará disponible por tiempo limitado.
- Recomendada - Una nueva categoría introducida en Episode 3 que recomienda misiones a hacer en cada momento para alcanzar ciertos intereses como dinero, experiencia, etc.
- Entrenamiento - Nueva categoría liberada con el Episode 4, que no es más que un tutorial introductorio y muy breve a cada clase y sus dependencias.